# 夏说
夏说（?—?），楚汉之争时陈馀的属下。
前206年，张耳被项羽封为常山王。七月，张耳去到封国，陈馀大怒，认为他与张耳功劳相等，张耳为王，他只是侯，项羽分封不公平。就暗派张同、夏说去游说齐王田荣。项羽不公平，希望田荣能资助兵力攻打常山，恢复赵王歇的王位，把赵国作为齐国的外卫藩屏。齐王田荣同意，派兵跟随陈馀。前205年十月，陈馀出动三县兵力，与齐军合击常山。常山王张耳兵败逃奔汉王刘邦。陈馀到代地迎回赵王歇，赵王歇复位。赵王感谢陈馀，立他为代王。陈馀认为赵王的力量弱小，国中局势方定，自己不去封国，留下来辅助赵王，派夏说以代国相国的身分去镇守代国。闰九月，韩信击垮代军，在阏与抓获了代国的相国夏说。